# Орден Сухэ-Батора
О́рден Сухэ́-Ба́тора (монг. Сүхбаатарын одон) — высшая (до 1992 года) государственная награда Монголии.
Орден был учреждён 16 мая 1941 года в честь руководителя монгольского освободительного движения и Народной революции 1921 года Дамдина Сухэ-Батора, как аналог советского ордена Ленина.
В 1992 году Орден Полярной звезды вытеснил по значимости Орден Сухэ-Батора на второе место в наградной системе Монголии.

## Статут ордена
Орденом Сухэ-Батора награждаются как отдельные лица, так и целые коллективы — учреждения, предприятия, воинские части. Награда вручается за особо выдающиеся заслуги в деле укрепления независимости страны, в экономическом и культурном строительстве, а также за проявленные самоотверженность, мужество и отвагу. Награждение производит Малый хурал Монгольской Народной Республики, и вместе с орденом награждённым вручается орденская книжка, в которую вклеивается фотография награждённого, записываются его имя и фамилия, номер ордена и указывается та заслуга, за которую человек удостоен этого высокого знака отличия.
Орден Сухэ-Батора носится на левой стороне груди. Если награждённый имеет другие ордена и награды Монголии, то последние располагаются на груди вслед за ним.
Орден Сухэ-Батора вручается тем гражданам Монголии, которые за выдающиеся подвиги были удостоены почётного звания «Герой Монгольской Народной Республики».

## Описание знака
Орденский знак представляет собой выпуклую полированную золотую пятиконечную звезду, между концами которой расположены серебряные плоские заострённые лучи разной величины, покрытые синей эмалью. В центре орденской звезды помещено платиновое погрудное рельефное изображение Сухэ-Батора на фоне круга, покрытого серой эмалью и окружённого золотым венком. Над портретом реет развёрнутое вправо красное эмалевое революционное знамя с пышными кистями и надписью «СҮХБААТАР», а под ним изображена красная эмалевая звезда.
Оборотная сторона ордена гладкая, слегка вогнутая. В центре её припаян нарезной штифт с гайкой для крепления ордена к одежде. Орденской знак изготавливается из трёх отдельных частей, которые потом соединяются между собой штифтиками.

### Планка ордена
Для повседневного ношения орден имел символ в виде орденской планки.
До 1961 года планка ордена была прямоугольной металлической, покрытой цветной эмалью. С 1961 года эмалированные планки были заменены на планки, обтянутыми муаровой лентой орденских цветов.
| Планка до 1961 года | Планка с 1961 года |
|                     |                    |